# Mistrzostwa Azji w Lekkoatletyce 2013
20. Mistrzostwa Azji w Lekkoatletyce – zawody lekkoatletyczne zorganizowane przez Azjatyckie Stowarzyszenie Lekkoatletyczne między 3 i 7 lipca 2013 w hinduskim mieście Pune. Drugi raz w historii mistrzostwa Azji odbyły się w Indiach – poprzednio gospodarzami były Nowe Delhi (1989).
Rywalizacja w dziesięcioboju mężczyzn oraz siedmioboju kobiet zaliczana była do cyklu IAAF Combined Events Challenge.

## Rezultaty

### Mężczyźni
| Konkurencja:                  | 1. miejsce                                                                                          | Rezultat  | 2. miejsce                                                                    | Rezultat     | 3. miejsce                                                                                          | Rezultat     |
| Bieg na 100 m                 | Su Bingtian                                                                                         | 10,17     | Samuel Francis                                                                | 10,27        | Barakat Al-Harthi                                                                                   | 10,30        |
| Bieg na 200 m                 | Xie Zhenye                                                                                          | 20,87     | Fahad Mohamed Al-Subaie                                                       | 20,92        | Kei Takase                                                                                          | 20,92        |
| Bieg na 400 m                 | Youssef Al-Masrahi                                                                                  | 45,08     | Ali Khamis Abbas                                                              | 45,65 NJR PB | Yūzō Kanemaru                                                                                       | 45,95        |
| Bieg na 800 m                 | Abdulrahman Musaeb Bala                                                                             | 1:46,92   | Abdulaziz O. Mohamed                                                          | 1:47,01      | Bilal Mansour Ali                                                                                   | 1:48,56      |
| Bieg na 1500 m                | Imed Hamed Noor                                                                                     | 3:39,51   | Mohamed Al-Garni                                                              | 3:40,75      | Bilal Mansour Ali                                                                                   | 3:40,96      |
| Bieg na 5000 m                | Dejene Regassa                                                                                      | 13:53,25  | Alemu Bekele                                                                  | 13:57,23     | Imed Hamed Noor                                                                                     | 14:05,88     |
| Bieg na 10 000 m              | Alemu Bekele                                                                                        | 28:47,26  | Bilisuma Shume                                                                | 28:58,67     | Rati Ram                                                                                            | 29:35,42     |
| Bieg na 3000 m z przeszkodami | Tareq Mubarak Taher                                                                                 | 8:34,77   | Dejene Regassa                                                                | 8:37,40      | Tsuyoshi Takeda                                                                                     | 8:48,48      |
| Bieg na 110 m przez płotki    | Jiang Fan                                                                                           | 13,61     | Abdulaziz Al-Mandeel                                                          | 13,78        | Wataru Yazawa                                                                                       | 13,88        |
| Bieg na 400 m przez płotki    | Yasuhiro Fueki                                                                                      | 49,86     | Cheng Wen                                                                     | 50,07        | Satinder Singh                                                                                      | 50,35        |
| Sztafeta 4 x 100 m            | Hongkong · Tang Yik Chun · Lai Chun Ho · Ng Ka Fung · Tsui Chi Ho                                   | 38,94     | Japonia · Kazuma Ōseto · Kei Takase · Sota Kawatsura · Yuichi Kobayashi       | 39,11        | Chiny · Guo Fan · Xie Zhenye · Su Bingtian · Chen Qiang                                             | 39,17        |
| Sztafeta 4 x 400 m            | Arabia Saudyjska · Ismail Al-Sabani · Mohamed Ali Al-Bishi · Mohammed Al-Salhi · Youssef Al-Masrahi | 3:02,53   | Japonia · Yusuke Ishizuka · Yūzō Kanemaru · Kazuya Watanabe · Hideyuki Hirose | 3:04,46      | Sri Lanka · T.H. Dulan Priyashantha · Dilhan Aloka · Kasun Kalhar Seneviratne · Y.G.A.M. Gunarathne | 3:04,92      |
| Skok wzwyż                    | Bi Xiaoliang                                                                                        | 2,21      | Keyvan Ghanbarzadeh Jithin Thomas                                             | 2,21         | |              |
| Skok o tyczce                 | Xue Changrui                                                                                        | 5,60      | Lu Yao                                                                        | 5,20         | Jin Min-sup                                                                                         | 5,20         |
| Skok w dal                    | Wang Jianan                                                                                         | 7,95 WYL  | Kumaravel Premkumar                                                           | 7,92         | Tang Gongchen                                                                                       | 7,89w        |
| Trójskok                      | Cao Shuo                                                                                            | 16,77     | Renjith Maheshwary                                                            | 16,76w       | Arpinder Singh                                                                                      | 16,58        |
| Pchnięcie kulą                | Sultan Abdulmajeed Al-Hebshi                                                                        | 19,68     | Chang Ming-huang                                                              | 19,61        | Om Prakash Singh                                                                                    | 19,45        |
| Rzut dyskiem                  | Vikas Gowda                                                                                         | 64,90     | Mohammad Samimi                                                               | 61,93        | Ahmed Mohamed Dheeb                                                                                 | 60,82        |
| Rzut młotem                   | Dilszod Nazarow                                                                                     | 78,32     | Ali Mohamed Al-Zinkawi                                                        | 74,70        | Qi Dakai                                                                                            | 74,19 PB     |
| Rzut oszczepem (szczegóły)    | Ivan Zaytsev                                                                                        | 79,76     | Sachith Maduranga                                                             | 79,62 NR     | Samarjeet Singh                                                                                     | 75,03        |
| Dziesięciobój                 | Dmitrij Karpow                                                                                      | 8037 pkt. | Akihiko Nakamura                                                              | 7620 pkt.    | Leonid Andreyev                                                                                     | 7383 pkt. PB |

### Kobiety
| Konkurencja:                  | 1. miejsce                                                                | Rezultat               | 2. miejsce                                                                     | Rezultat     | 3. miejsce                                                                             | Rezultat    |
| Bieg na 100 m                 | Wei Yongli                                                                | 11,29 PB               | Chisato Fukushima                                                              | 11,53        | Tao Yujia                                                                              | 11,63       |
| Bieg na 200 m                 | Wiktorija Ziabkina                                                        | 23,62                  | Asha Roy                                                                       | 23,71        | Dutee Chand                                                                            | 23,82       |
| Bieg na 400 m                 | Zhao Yanmin                                                               | 52,49 PB               | Machettira Raju Poovamma                                                       | 53,37        | Greta Taslakian                                                                        | 53,43 NR    |
| Bieg na 800 m                 | Wang Chunyu                                                               | 2:02,47                | Genzebe Shami                                                                  | 2:04,16      | Tintu Luka                                                                             | 2:04,48     |
| Bieg na 1500 m                | Betlhem Desalegn                                                          | 4:13,67                | Mimi Belete                                                                    | 4:14,04      | Ayako Jinnouchi                                                                        | 4:16,73     |
| Bieg na 5000 m                | Betlhem Desalegn                                                          | 15:12,84               | Shitaye Eshete                                                                 | 15:22,17     | Tejitu Daba                                                                            | 15:38,63    |
| Bieg na 10 000 m              | Shitaye Eshete                                                            | 32:17,29               | Alia Mohamed Saeed                                                             | 32:39,39 PB  | Ayumi Hagiwara                                                                         | 32:47,44    |
| Bieg na 3000 m z przeszkodami | Ruth Chebet                                                               | 9:40,84 NR NJR WJL WYL | Sudha Singh                                                                    | 9:56,27      | Pak Kum-hyang                                                                          | 10:09,80 NR |
| Bieg na 100 m przez płotki    | Ayako Kimura                                                              | 13,25                  | Anastasija Soprunowa                                                           | 13,44        | Jayapal Hemasree                                                                       | 14,01 PB    |
| Bieg na 400 m przez płotki    | Satomi Kubokura                                                           | 56,82                  | Manami Kira                                                                    | 57,78        | Jo Eun-ju                                                                              | 58,21       |
| Sztafeta 4 x 100 m            | Chiny · Tao Yujia · Li Manyuan · Lin Huijun · Wei Yongli                  | 44,01                  | Japonia · Saori Kitakaze · Chisato Fukushima · Mayumi Watanabe · Anna Fujimori | 44,38        | Tajlandia · Sangwan Jaksunin · Oranut Klomdee · Tassaporn Wannakit · Jinthara Seangdee | 44,44       |
| Sztafeta 4 x 400 m            | Indie · Nirmala · Tintu Luka · Anu Mariam Jose · Machettira Raju Poovamma | 3:32,26                | Chiny · Chen Ling · Chen Chong · Geng Qingyu · Zhao Yanmin                     | 3:35,31      | Japonia · Asami Chiba · Sayaka Aoki · Satomi Kubokura · Manami Kira                    | 3:35,72     |
| Skok wzwyż                    | Nadejda Dusanova                                                          | 1,90                   | Svetlana Radzivil                                                              | 1,88         | Marina Aitowa                                                                          | 1,88        |
| Skok o tyczce                 | Li Ling                                                                   | 4,54 PB                | Ren Mengqian                                                                   | 4,40 =PB     | Sukanya Chomchuendee                                                                   | 4,15 NR     |
| Skok w dal                    | Sachiko Masumi                                                            | 6,55                   | Anastasiya Juravlyeva                                                          | 6,36         | Mayookha Johny                                                                         | 6,30        |
| Trójskok                      | Anastasiya Juravlyeva                                                     | 14,18                  | Aleksandra Kotlyarova                                                          | 13,89        | Irina Ektowa                                                                           | 13,75       |
| Pchnięcie kulą                | Liu Xiangrong                                                             | 18,67                  | Leila Rajabi                                                                   | 18,18 NR     | Gao Yang                                                                               | 17,76 PB    |
| Rzut dyskiem                  | Su Xinyue                                                                 | 55,88                  | Jiang Fengjing                                                                 | 55,70        | Li Wen-hua                                                                             | 55,32       |
| Rzut młotem                   | Wang Zheng                                                                | 72,78 PB               | Liu Tingting                                                                   | 67,14        | Masumi Aya                                                                             | 63,41       |
| Rzut oszczepem                | Li Lingwei                                                                | 60,65                  | Nadeeka Lakmali                                                                | 60,16 NR     | Risa Miyashita                                                                         | 55,30       |
| Siedmiobój                    | Wassanee Winatho                                                          | 5810 pkt.              | Yekaterina Voronina                                                            | 5599 pkt. PB | Chie Kiriyama                                                                          | 5451 pkt.   |

## Rekordy
Podczas zawodów ustanowiono 15 krajowych rekordów w kategorii seniorów:
| Zawodnik                                               | Reprezentacja    | Konkurencja                        | Rezultat |
| ------------------------------------------------------ | ---------------- | ---------------------------------- | -------- |
| Hassan Said                                            | Malediwy         | bieg na 200 metrów                 | 21,37    |
| Eric Cray                                              | Filipiny         | bieg na 110 metrów przez płotki    | 14,31    |
| Ahmad Hazer                                            | Liban            | bieg na 400 metrów przez płotki    | 53,47    |
| Lee Yun-chul                                           | Korea Południowa | rzut młotem                        | 72,98    |
| Lam Wai                                                | Hongkong         | rzut młotem                        | 63,87    |
| Sachith Maduranga                                      | Sri Lanka        | rzut oszczepem                     | 79,62    |
| Leung King Hung Chan Ka Chun Choi Ho Sing Chan Yan Lam | Hongkong         | sztafeta 4 × 400 metrów            | 3:14,34  |
| Greta Taslakian                                        | Liban            | bieg na 400 metrów                 | 53,43    |
| Ruth Chebet                                            | Bahrajn          | bieg na 3000 metrów z przeszkodami | 9:40,84  |
| Pak Kum-hyang                                          | Korea Północna   | bieg na 3000 metrów z przeszkodami | 10:09,80 |
| Sukanya Chomchuendee                                   | Tajlandia        | skok o tyczce                      | 4,15     |
| Olga Łapina                                            | Kazachstan       | skok o tyczce                      | 4,10     |
| Leyla Rajabi                                           | Iran             | pchnięcie kulą                     | 18,18    |
| Loralie Sermona                                        | Filipiny         | rzut młotem                        | 50,55    |
| Nadeeka Lakmali                                        | Sri Lanka        | rzut oszczepem                     | 60,16    |

## Tabela medalowa
| Pozycja | Państwo                      |    |   |    |    |
| ------- | ---------------------------- | -- | - | -- | -- |
| 1       | Chiny                        | 16 | 6 | 5  | 27 |
| 2       | Bahrajn                      | 5  | 7 | 3  | 15 |
| 3       | Japonia                      | 4  | 6 | 10 | 20 |
| 4       | Arabia Saudyjska             | 4  | 2 | 1  | 7  |
| 5       | Uzbekistan                   | 3  | 4 | 1  | 8  |
| 6       | Indie                        | 2  | 6 | 8  | 16 |
| 7       | Kazachstan                   | 2  | 1 | 2  | 5  |
| 8       | Zjednoczone Emiraty Arabskie | 2  | 1 | 0  | 3  |
| 9       | Katar                        | 1  | 2 | 1  | 4  |
| 10      | Tajlandia                    | 1  | 0 | 2  | 3  |
| 11      | Hongkong                     | 1  | 0 | 0  | 1  |
| 11      | Tadżykistan                  | 1  | 0 | 0  | 1  |
| 13      | Iran                         | 0  | 3 | 0  | 3  |
| 14      | Sri Lanka                    | 0  | 2 | 1  | 3  |
| 15      | Kuwejt                       | 0  | 2 | 0  | 2  |
| 16      | Chińskie Tajpej              | 0  | 1 | 1  | 2  |
| 17      | Korea Południowa             | 0  | 0 | 2  | 2  |
| 18      | Oman                         | 0  | 0 | 1  | 1  |
| 18      | Liban                        | 0  | 0 | 1  | 1  |
| 18      | Korea Północna               | 0  | 0 | 1  | 1  |